# Jehoschua ben Qorcha
R. Jehoschua ben Qorcha (auch: Josua, auch: Korcha oder Qarcha; hebr. קרחה; übersetzt so viel wie: "Glatzkopf") war ein jüdischer Gelehrter des Altertums. Er wird zu den ältesten Tannaiten der dritten Generation gezählt und wirkte im zweiten nachchristlichen Jahrhundert.
Einige sehen in ihm einen Sohn des vermutlich glatzköpfigen Rabbi Akiba. Vermutlich wurde er aber eher wegen seiner eigenen Kahlköpfigkeit "Ben Qorcha" genannt (bab. Schabbat 152 a) oder aber sein Vater hieß – aus unbekanntem Grund – "Qorcha".
Jehoschua ben Qorcha war ein bedeutender Haggadist. Die Zahl der in seinem Namen überlieferten Halachot ist hingegen gering. Häufig sieht man ihn im Gespräch mit Nichtjuden oder Abtrünnigen.
Jehoschua wurde sehr alt und segnete, kurz bevor er starb, Jehuda ha-Nasi, indem er ihm die Hälfte seiner eigenen, Jehoschuas, Lebensspanne wünschte, damit auch Jehudas Nachfahren die Möglichkeit hätten, zu außergewöhnlichen rabbinischen Ehren zu gelangen ("Sollen deine Nachkommen das Vieh weiden?" hatte Jehoschua auf die verwunderte Nachfrage Jehudas geantwortet, warum er ihm nicht seine ganze Lebenszeit gewünscht habe).